# Leendert de Lange
Leendert Arent-Willem de Lange (Wassenaar, 13 november 1972) is een Nederlands bestuurder en VVD-politicus. Sinds 18 juli 2019 is hij burgemeester van Wassenaar. Van 31 maart 2015 tot 23 maart 2017 en van 31 oktober 2017 tot 3 juli 2019 was hij lid van de Tweede Kamer der Staten-Generaal.

## Levensloop

### Jeugd en maatschappelijke carrière
De Lange werd in 1972 geboren in Wassenaar en verhuisde vier jaar later naar Emst in Gelderland. Na de meao in Apeldoorn studeerde hij Beleidsmanagement aan de Thorbecke Academie, de Nederlandse Academie voor Overheidsmanagement in Leeuwarden, en vervolgens Bestuurskunde aan de Universiteit Leiden en de Erasmus Universiteit Rotterdam.
De Lange is negen jaar werkzaam geweest bij het Openbaar Ministerie (OM). In 1997 werd hij kabinetsmedewerker bij het college van procureurs-generaal (Parket-Generaal). In 1999 werd hij parketvoorlichter van het ressortspakket in Den Haag. In 2000 werd De Lange persvoorlichter van de landelijke voorlichtingsdienst van het OM, College procureurs-generaal. Dit deed hij tot juni 2005, waarna hij aan de slag ging als lobbyist voor de gemeente Den Haag. Hierbij was hij adviseur betreffende parlementaire en departementale contacten.

### Politieke loopbaan
In zijn jeugd was De Lange voorzitter van de JOVD in Apeldoorn en als student liep hij stage op het partijbureau van de VVD tijdens de campagne van 1994 onder Frits Bolkestein. Van 1999 tot 2006 was hij gemeenteraadslid voor de VVD in Leiden. In deze zeven jaar was hij zes jaar fractievoorzitter en lijsttrekker.
In 2006 werd De Lange tot wethouder in de gemeente Noordwijk benoemd. Zijn portefeuille besloeg verkeer, toerisme en economie. Hierbij heeft hij vooral gewerkt aan de ontwikkeling van Noordwijk als badplaats en van Noordwijk als Europees centrum voor ruimtevaart in Nederland. In 2010 werd hij ook lid van het dagelijks bestuur van Holland Rijnland, met portefeuille verkeer en vervoer. In deze functie werkte De Lange mee aan een betere bereikbaarheid van de regio, zoals de RijnlandRoute.
In 2013 werd hij voor de gemeente Wassenaar wethouder Ruimtelijk beleid en Economie en locoburgemeester voor de VVD in het zakencollege. Vanaf 2014 werd De Lange partner bij Dietz Communicatie in Utrecht. Als senior adviseur was hij als ervaringsdeskundige in het openbaar bestuur actief op het snijvlak van lokaal-regionale politiek, het bedrijfsleven en inwoners. Hij hield zich bezig als verbinder op het gebied van alliantiemanagement, crisiscommunicatie en strategische vraagstukken. Negen maanden later, op 31 maart 2015, werd hij Tweede Kamerlid voor de VVD. Als woordvoerder Volksgezondheid heeft De Lange de portefeuilles GGZ, Patiëntveiligheid, Toezicht en Bestuur in de Zorg, Client- en Tuchtrecht, Innovatie en eHealth bekleed.
Bij de Tweede Kamerverkiezingen 2017 stond hij op plek 42 van de VVD-kandidatenlijst. Na de formatie van het kabinet-Rutte III werd hij opnieuw geïnstalleerd als Kamerlid.
Op 2 juli 2019 nam De Lange afscheid als lid van de Tweede Kamer in verband met zijn benoeming tot burgemeester van Wassenaar. Op 5 juli werd hij benoemd als burgemeester van Wassenaar en de benoeming ging in op 18 juli 2019.
Naast zijn politieke carrière is De Lange vicevoorzitter van het bestuur van de Reddingsbrigade Nederland.

## Persoonlijk
De Lange is getrouwd en heeft een dochter. De Lange is voorzitter geweest van de Oranjevereniging in Noordwijk. Daarnaast is hij een fanatiek beoefenaar van de wielersport en heeft hij twee keer meegedaan aan de Alpe d'HuZes. Daarnaast leest hij in zijn vrije tijd graag wielrenboeken. Verder is hij nauw betrokken geweest bij de totstandkoming van de Mr. Gonsalvesprijs.
- Parlement.com: vjshff8w58zs